# Bentwisch (Wittenberge)
Bentwisch ist ein Ortsteil der Stadt Wittenberge im Landkreis Prignitz in Brandenburg.

## Geografie
Der Ort liegt gut fünf Kilometer nördlich von Wittenberge und zehn Kilometer südwestlich von Perleberg. Gliederung und Struktur der Siedlung stellen ein gutes Beispiel für ein Angerdorf dar.
Die Ortslage ist umgeben vom Biosphärenreservat Flusslandschaft Elbe, dem Landschaftsschutzgebiet Brandenburgische Elbtalaue und dem Vogelschutzgebiet Unteres Elbtal. Teile der Gemarkung zählen darüber hinaus zum nördlich von hier liegenden FFH-Gebiet Silge.
Nachbarorte sind Dergenthin im Norden, Schilde und Weisen im Osten, Lindenberg im Süden, sowie Motrich und Wentdorf im Westen.

## Geschichte
In der ersten schriftlichen Erwähnung des Ortes im Jahr 1345 wird er als in villis Bentewiths und 1441 als to der Bentwich bezeichnet.
1779 wird Bentwisch als adeliges Pfarrdorf verzeichnet. 1810 übernahm der vorherige Rektor und Schullehrer der ersten Abteilung der Elementarschule in Wittenberge, Hilfsprediger Johann Joachim Gehard Hahn, die hiesige Pfarrstelle.
Zuvor eine eigene Gemeinde verlor der Ort am 1. Mai 1973 seine Selbstständigkeit zugunsten einer Eingemeindung in die Stadt Wittenberge. Am 1. Januar 1983 wurde diese Eingliederung wieder aufgehoben und Bentwisch wiederum eine eigenverantwortliche Gemeinde. Diese Phase der neuerlichen Eigenständigkeit endete am 1. Dezember 1997 erneut zugunsten einer Wiedereingliederung nach Wittenberge.
| Jahr      | 1875 | 1890 | 1910 | 1925 | 1933 | 1993 | 1994 | 1995 | 1996 | 2006 |
| --------- | ---- | ---- | ---- | ---- | ---- | ---- | ---- | ---- | ---- | ---- |
| Einwohner | 440  | 380  | 358  | 381  | 376  | 212  | 258  | 375  | 400  | 526  |

## In Bentwisch geboren
- Karl Wilhelm Ideler (1795–1860), deutscher Psychiater
- Emanuel Hirsch (1888–1972), evangelischer Theologe